# Johannes Zimmermann (Psychologe)
Johannes Zimmermann (* 1980) ist ein deutscher wissenschaftlicher Psychologe. Er ist Professor für Differentielle und Persönlichkeitspsychologie an der Universität Kassel.

## Leben
Johannes Zimmermann studierte Psychologie an der Universität Koblenz-Landau, wo er im Jahr 2007 sein Diplom erhielt.
Anschließend forschte er an der Ruprecht-Karls-Universität Heidelberg als Stipendiat im Rahmen des deutsch-chilenischen Graduiertenkollegs. Dort promovierte er 2011 mit einer Dissertation zum Thema Depression und dysfunktionales Beziehungserleben: Eine kulturpsychologische Untersuchung in Deutschland und Chile.
Ab 2010 arbeitete Zimmermann als wissenschaftlicher Mitarbeiter an der Universität Kassel im Fachgebiet Klinische Psychologie und Psychotherapie unter der Leitung von Cord Benecke.
Im Jahr 2015 wurde er Professor für Methodenlehre und Psychologische Diagnostik an der Psychologischen Hochschule Berlin. Hier lehrte Zimmermann, bis er 2018 den Ruf als Professor für Differentielle Psychologie am Institut für Psychologie der Universität Kassel annahm. Seitdem leitet er dieses Fachgebiet und ist Direktor des Instituts für Psychologie.

## Forschungsschwerpunkte
Johannes Zimmermann forscht im Fachbereich der Differentiellen und Persönlichkeitspsychologie sowie der psychologischen Diagnostik. Einer seiner Forschungsschwerpunkte ist die klinische Persönlichkeitsdiagnostik. Zimmermann ist Teil des HiTop („Hierarchische Taxonomie der Psychopathologie“) Konsortiums, das an einem Klassifikationsmodell für psychische Erkrankungen arbeitet. Er vertritt den dimensionalen statt des kategorialen Ansatzes in der klinischen Diagnostik.

## Ehrungen und Auszeichnungen
- 2019 Young Investigator Award der International Society for the Study of Personality Disorders (ISSPD).[7]
- 2017 Wahl zum Präsidenten der Society for Interpersonal Theory and Research (SITAR)[8]
- 2010 SITAR Jerry Wiggins Student Award for Outstanding Interpersonal Research für seine Arbeit zum Thema Interpersonal implications of first person pronoun use

## Schriften
- Persönlichkeitsstörungen: Update zu Theorie und Therapie. Von Götz Berberich, Michael Zaudig, Cord Benecke, Henning Saß und Johannes Zimmermann. Klett-Cotta Verlag, Stuttgart 2018, ISBN 978-3-608-20381-3.
- Kritik der Psychologie: Klaus Holzkamp im Überblick. Johannes Zimmermann. GRIN Verlag, München 2007, ISBN 3-638-73469-2, ISBN 978-3-638-73469-1.
- Erinnerung und Gedächtnis: Die Konzepte von Halbwachs, Assmann & Co. Johannes Zimmermann. GRIN Verlag, München 2007, ISBN 978-3-638-73468-4
- Foucaults frühe Schriften zur Psychologie. Johannes Zimmermann. GRIN Verlag, München 2005, 1. Auflage, ISBN 978-3-638-34583-5.